# Jennifer Burton
Jennifer Burton (27 de febrero de 1968) es una modelo y actriz estadounidense, acreditada en algunas ocasiones como Jennifer Jarret o Jennifer Leigh Burton.

## Carrera
En sus inicios, Jennifer actuó en películas softcore como Playtime, Call Girl y I Like to Play Games. También actuó en la serie erótica Emmanuelle in Space de 1994, protagonizada por Krista Allen. También realizó apariciones en producciones como Mischievous y Illusions of Sin.
En julio de 1990, su foto apareció en la portada de la revista Playboy en su versión para Grecia.

## Filmografía seleccionada
- Playtime (1994) como Lindsey
- Call Girl (1995) como Cynthia
- I Like to Play Games (1995) como Tiffany
- Mischievous (1996) como Angela
- Illusions of Sin (1997) como Amanda